# Lecanora flowersiana
Lecanora flowersiana är en lavart som beskrevs av Hugo Magnusson. Lecanora flowersiana ingår i släktet Lecanora och familjen Lecanoraceae.   Inga underarter finns listade i Catalogue of Life.